# エーリク・タヴァッシェルナ
エーリク・ヴァルナル・タヴァッシェルナ（Erik Werner Tawaststjerna 1916年10月10日 - 1993年1月22日）は、フィンランドの音楽学者、ピアニスト、教育者、音楽評論家。ジャン・シベリウスの重要な伝記作家として記憶されている。

## 生涯
1916年にフィンランド大公国のミッケリに生まれた。イルマリ・ハンニカイネン、K.ベルンハルト、ハインリヒ・レイグラーフ、ゲンリフ・ネイガウス、アルフレッド・コルトー、ジュール・ジェンティルらの下でピアノを学ぶ。1943年にコンサートで演奏するようになるも、活動はスカンディナヴィア、ウィーン、ソビエト連邦に限られており、彼はその後家庭教師をするようになった。1948年から1960年にかけてはフィンランド外務省の出版・文化局に籍を置いた。1960年にシベリウスのピアノ作品に関する博士論文によりヘルシンキ大学から博士号を授与され、同大学で1960年から1983年まで音楽学の教授を務めた。
タヴァッシェルナの最大の業績は私的に友情を育んだシベリウスの伝記である。そこにはそれまで手に入らなかった書簡や日記など、豊富な個人的な資料が使用されている。これらは彼が自由に閲覧することを許可されていた資料である。原本はスウェーデン語で執筆されたものの、最初の出版は全5巻のフィンランド語版でなされた。次に全5巻のスウェーデン語が出されて、3巻からなる英語版（ロバート・レイトン訳）が続いた。ロシア語でもひとつの巻にまとめられた要約版が出されている。彼はこの作品でフィンランディア賞を受賞している。この作品執筆の直接の契機となったのは1959年にハロルド・E・ジョンソンが発表したシベリウスの伝記であった。これがフィンランド国内で騒動を巻き起こしたため、シベリウスの遺族がより均衡のとれた人生を描いてほしいとタヴァッシェルナに依頼したのである。
タヴァッシェルナは国際ピアノコンクールの審査員も務めており、フィンランドの代表的な日刊紙で音楽評論も行った。セルゲイ・プロコフィエフに関する著作も残しているが、ドミートリイ・ショスタコーヴィチの大規模な伝記は作者の死により未完のまま残された。1993年、ヘルシンキにて76歳で没している。
息子にあたるエーリク・トーマス・タヴァッシェルナ（1951年6月8日生）もピアニスト、教育者であり、ヘルシンキのシベリウス音楽院で教鞭を執っている。彼はシベリウスのピアノ作品を全曲録音している。また、1981年にレナード・バーンスタインの交響曲第2番『不安の時代』のフィンランド初演を行った。

## 主要作品
- Sibeliuksen pianosävellykset ja muita esseitä. (1955). pp. 186 （フィンランド語）
- Ton och tolkning: Sibelius-studier Helsingfors. (1957) （スウェーデン語）
- The pianoforte compositions of Sibelius. (1957). pp. 104 （英語）
- Sergei Prokofjevin ooppera Sota ja rauha. (1960). pp. 176 （フィンランド語）
- Sibeliuksen pianoteokset säveltäjän kehityslinjan kuvastajina. (1960). pp. 154 （フィンランド語）
- Jean Sibelius 1–5 （フィンランド語）
- Esseitä ja arvosteluja. (1976). pp. 251 （フィンランド語）
- Laulujen keskeltä. Valikoima kirjoituksia. (1982). pp. 332 （フィンランド語）
- Voces intimae: muistikuvia lapsuudesta. (1990). ISBN 951-1-11481-6 （フィンランド語）
- Scènes historiques. Kirjoituksia vuosilta 1945–1958. (1992) （フィンランド語）
- Erik T. Tawaststjerna (ed.), ed (1997). Sibelius. pp. 463. ISBN 951-1-14231-3 （フィンランド語）